# Australian Open-bajnokok listája
Az Australian Open tenisztorna győzteseinek listája.

## Férfi egyes döntők
- Az Australian Open férfi egyes döntői

## Női egyes döntők
- Az Australian Open női egyes döntői

| - 2024 – Jannik Sinner ( Olaszország) - 2023 – Novak Đoković ( Szerbia) - 2022 – Rafael Nadal ( Spanyolország) - 2021 – Novak Đoković ( Szerbia) - 2020 – Novak Đoković ( Szerbia) - 2019 – Novak Đoković ( Szerbia) - 2018 – Roger Federer ( Svájc) - 2017 – Roger Federer ( Svájc) - 2016 – Novak Đoković ( Szerbia) - 2015 – Novak Đoković ( Szerbia) - 2014 – Stanislas Wawrinka ( Svájc) - 2013 – Novak Đoković ( Szerbia) - 2012 – Novak Đoković ( Szerbia) - 2011 – Novak Đoković ( Szerbia) - 2010 – Roger Federer ( Svájc) - 2009 – Rafael Nadal ( Spanyolország) - 2008 – Novak Đoković ( Szerbia) - 2007 – Roger Federer ( Svájc) - 2006 – Roger Federer ( Svájc) - 2005 – Marat Szafin ( Oroszország) - 2004 – Roger Federer ( Svájc) - 2003 – Andre Agassi ( Egyesült Államok) - 2002 – Thomas Johansson ( Svédország) - 2001 – Andre Agassi ( Egyesült Államok) - 2000 – Andre Agassi ( Egyesült Államok) - 1999 – Jevgenyij Kafelnyikov ( Oroszország) - 1998 – Petr Korda ( Csehország) - 1997 – Pete Sampras ( Egyesült Államok) - 1996 – Boris Becker ( Németország) - 1995 – Andre Agassi ( Egyesült Államok) - 1994 – Pete Sampras ( Egyesült Államok) - 1993 – Jim Courier ( Egyesült Államok) - 1992 – Jim Courier ( Egyesült Államok) - 1991 – Boris Becker ( Németország) - 1990 – Ivan Lendl ( Csehszlovákia) - 1989 – Ivan Lendl ( Csehszlovákia) - 1988 – Mats Wilander ( Svédország) - 1987 – Stefan Edberg ( Svédország) - 1986 – nem tartották meg - 1985 – Stefan Edberg ( Svédország) - 1984 – Mats Wilander ( Svédország) - 1983 – Mats Wilander ( Svédország) - 1982 – Johan Kriek ( Dél-afrikai Köztársaság) - 1981 – Johan Kriek ( Dél-afrikai Köztársaság) - 1980 – Brian Teacher ( Egyesült Államok) - 1979 – Guillermo Vilas ( Argentína) - 1978 – Guillermo Vilas ( Argentína) - 1977. december – Vitas Gerulaitis ( Egyesült Államok) - 1977. január – Roscoe Tanner ( Egyesült Államok) - 1976 – Mark Edmondson ( Ausztrália) - 1975 – John Newcombe ( Ausztrália) - 1974 – Jimmy Connors ( Egyesült Államok) - 1973 – John Newcombe ( Ausztrália) - 1972 – Ken Rosewall ( Ausztrália) - 1971 – Ken Rosewall ( Ausztrália) - 1970 – Arthur Ashe ( Egyesült Államok) - 1969 – Rod Laver ( Ausztrália) - 1968 – Bill Bowrey ( Ausztrália) - 1967 – Roy Emerson ( Ausztrália) - 1966 – Roy Emerson ( Ausztrália) - 1965 – Roy Emerson ( Ausztrália) - 1964 – Roy Emerson ( Ausztrália) - 1963 – Roy Emerson ( Ausztrália) - 1962 – Rod Laver ( Ausztrália) - 1961 – Roy Emerson ( Ausztrália) - 1960 – Rod Laver ( Ausztrália) - 1959 – Alex Olmedo ( USA) - 1958 – Ashley Cooper ( Ausztrália) - 1957 – Ashley Cooper ( Ausztrália) - 1956 – Lew Hoad ( Ausztrália) - 1955 – Ken Rosewall (Ausztrália) - 1954 – Mervyn Rose ( Ausztrália) - 1953 – Ken Rosewall ( Ausztrália) - 1952 – Ken McGregor ( Ausztrália) - 1951 – Dick Savitt ( USA) - 1950 – Frank Sedgman ( Ausztrália) - 1949 – Frank Sedgman ( Ausztrália) - 1948 – Adrian Quist ( Ausztrália) - 1947 – Dinny Pails ( Ausztrália) - 1946 – John Bromwich ( Ausztrália) - 1941–45 – a második világháború miatt elmaradt - 1940 – Adrian Quist ( Ausztrália) - 1939 – John Bromwich ( Ausztrália) - 1938 – Don Budge ( Egyesült Államok) - 1937 – Vivian McGrath ( Ausztrália) - 1936 – Adrian Quist ( Ausztrália) - 1935 – Jack Crawford ( Ausztrália) - 1934 – Fred Perry ( Egyesült Királyság) - 1933 – Jack Crawford ( Ausztrália) - 1932 – Jack Crawford ( Ausztrália) - 1931 – Jack Crawford ( Ausztrália) - 1930 – Gar Moon ( Ausztrália) - 1929 – John Gregory Egyesült Királyság - 1928 – Jean Borotra ( Franciaország) - 1927 – Gerald Patterson ( Ausztrália) - 1926 – John Hawkes ( Ausztrália) - 1925 – James Anderson ( Ausztrália) - 1924 – James Anderson ( Ausztrália) - 1923 – Pat O'Hara Wood ( Ausztrália) - 1922 – James Anderson ( Ausztrália) - 1921 – Rhys Gemmell ( Ausztrália) - 1920 – Pat O'Hara Wood ( Ausztrália) - 1919 – Algernon Kingscote ( Egyesült Királyság) - 1916–18 – az első világháború miatt elmaradt - 1915 – Francis Lowe ( Egyesült Királyság) - 1914 – Arthur O'Hara Wood ( Ausztrália) - 1913 – Ernie Parker ( Ausztrália) - 1912 – James Parke ( Egyesült Királyság) - 1911 – Norman Brookes ( Ausztrália) - 1910 – Rodney Heath ( Ausztrália) - 1909 – Tony Wilding ( Új-Zéland) - 1908 – Fred Alexander ( Egyesült Államok) - 1907 – Horace Rice ( Ausztrália) - 1906 – Tony Wilding ( Új-Zéland) - 1905 – Rodney Heath ( Ausztrália) | - 2025 – Madison Keys ( Egyesült Államok) - 2024 – Arina Szabalenka ( Fehéroroszország) - 2023 – Arina Szabalenka ( Fehéroroszország) - 2022 – Ashleigh Barty ( Ausztrália) - 2021 – Ószaka Naomi ( Japán) - 2020 – Sofia Kenin ( Egyesült Államok) - 2019 – Ószaka Naomi ( Japán) - 2018 – Caroline Wozniacki ( Dánia) - 2017 – Serena Williams ( Egyesült Államok) - 2016 – Angelique Kerber ( Németország) - 2015 – Serena Williams ( Egyesült Államok) - 2014 – Li Na ( Kína) - 2013 – Viktorija Azaranka ( Fehéroroszország) - 2012 – Viktorija Azaranka ( Fehéroroszország) - 2011 – Kim Clijsters ( Belgium) - 2010 – Serena Williams ( Egyesült Államok) - 2009 – Serena Williams ( Egyesült Államok) - 2008 – Marija Jurjevna Sarapova ( Oroszország) - 2007 – Serena Williams ( Egyesült Államok) - 2006 – Amélie Mauresmo ( Franciaország) - 2005 – Serena Williams ( Egyesült Államok) - 2004 – Justine Henin-Hardenne ( Belgium) - 2003 – Serena Williams ( Egyesült Államok) - 2002 – Jennifer Capriati ( Egyesült Államok) - 2001 – Jennifer Capriati ( Egyesült Államok) - 2000 – Lindsay Davenport ( Egyesült Államok) - 1999 – Martina Hingis ( Svájc) - 1998 – Martina Hingis ( Svájc) - 1997 – Martina Hingis ( Svájc) - 1996 – Szeles Mónika ( Egyesült Államok) - 1995 – Mary Pierce ( Franciaország) - 1994 – Steffi Graf ( Németország) - 1993 – Szeles Mónika ( Jugoszlávia) - 1992 – Szeles Mónika ( Jugoszlávia) - 1991 – Szeles Mónika ( Jugoszlávia) - 1990 – Steffi Graf ( Németország) - 1989 – Steffi Graf ( NSZK) - 1988 – Steffi Graf ( NSZK) - 1987 – Hana Mandlíková ( Csehszlovákia) - 1986 – nem tartották meg - 1985 – Martina Navratilova ( Egyesült Államok) - 1984 – Chris Evert ( Egyesült Államok) - 1983 – Martina Navratilova ( Egyesült Államok) - 1982 – Chris Evert ( Egyesült Államok) - 1981 – Martina Navratilova ( Egyesült Államok) - 1980 – Hana Mandlíková ( Csehszlovákia) - 1979 – Barbara Jordan ( Egyesült Államok) - 1978 – Chris O'Neil ( Ausztrália) - 1977. december – Evonne Goolagong ( Ausztrália) - 1977. január – Kerry Reid ( Ausztrália) - 1976 – Evonne Goolagong ( Ausztrália) - 1975 – Evonne Goolagong ( Ausztrália) - 1974 – Evonne Goolagong ( Ausztrália) - 1973 – Margaret Court ( Ausztrália) - 1972 – Virginia Wade ( Egyesült Királyság) - 1971 – Margaret Court ( Ausztrália) - 1970 – Margaret Court ( Ausztrália) - 1969 – Margaret Court ( Ausztrália) - 1968 – Billie Jean King ( Egyesült Államok) - 1967 – Nancy Richey ( Egyesült Államok) - 1966 – Margaret Court ( Ausztrália) - 1965 – Margaret Court ( Ausztrália) - 1964 – Margaret Court ( Ausztrália) - 1963 – Margaret Court ( Ausztrália) - 1962 – Margaret Court ( Ausztrália) - 1961 – Margaret Court ( Ausztrália) - 1960 – Margaret Court ( Ausztrália) - 1959 – Mary Carter-Reitano ( Ausztrália) - 1958 – Angela Mortimer ( Egyesült Királyság) - 1957 – Shirley Fry ( USA) - 1956 – Mary Carter ( Ausztrália) - 1955 – Beryl Penrose ( Ausztrália) - 1954 – Thelma Long ( Ausztrália) - 1953 – Maureen Connolly ( Egyesült Államok) - 1952 – Thelma Long ( Ausztrália) - 1951 – Nancye Wynne Bolton ( Ausztrália) - 1950 – Louise Brough ( Egyesült Államok) - 1949 – Doris Hart ( Egyesült Államok) - 1948 – Nancye Wynne Bolton ( Ausztrália) - 1947 – Nancye Wynne Bolton ( Ausztrália) - 1946 – Nancye Wynne Bolton ( Ausztrália) - 1941–45 – a második világháború miatt elmaradt - 1940 – Nancye Wynne Bolton ( Ausztrália) - 1939 – Emily Westacott ( Ausztrália) - 1938 – Dorothy Bundy ( Egyesült Államok) - 1937 – Nancye Wynne ( Ausztrália) - 1936 – Joan Hartigan ( Ausztrália) - 1935 – Dorothy Round ( Egyesült Királyság) - 1934 – Joan Hartigan ( Ausztrália) - 1933 – Joan Hartigan ( Ausztrália) - 1932 – Coral Buttsworth ( Ausztrália) - 1931 – Coral Buttsworth ( Ausztrália) - 1930 – Daphne Akhurst ( Ausztrália) - 1929 – Daphne Akhurst ( Ausztrália) - 1928 – Daphne Akhurst ( Ausztrália) - 1927 – Esna Boyd ( Ausztrália) - 1926 – Daphne Akhurst ( Ausztrália) - 1925 – Daphne Akhurst ( Ausztrália) - 1924 – Sylvia Lance ( Ausztrália) - 1923 – Margaret Molesworth ( Ausztrália) - 1922 – Margaret Molesworth ( Ausztrália) |

## Juniorok
| Év                                   | Egyéni               | Egyéni                      | Páros                                   | Páros                                        |
| Év                                   | Fiúk                 | Lányok                      | Fiúk                                    | Lányok                                       |
| ------------------------------------ | -------------------- | --------------------------- | --------------------------------------- | -------------------------------------------- |
| 1969                                 | Allan McDonald       | Lesley Hunt                 | Nem rendezték meg (első torna 1981-ben) | Nem rendezték meg (első torna 1981-ben)      |
| 1970                                 | John Alexander       | Evonne Goolagong ‡          | Nem rendezték meg (első torna 1981-ben) | Nem rendezték meg (első torna 1981-ben)      |
| 1971                                 | Cliff Letcher        | Pat Coleman                 | Nem rendezték meg (első torna 1981-ben) | Nem rendezték meg (első torna 1981-ben)      |
| 1972                                 | Paul Kronk           | Pat Coleman                 | Nem rendezték meg (első torna 1981-ben) | Nem rendezték meg (első torna 1981-ben)      |
| 1973                                 | Paul McNamee         | Chris O'Neil ‡              | Nem rendezték meg (első torna 1981-ben) | Nem rendezték meg (első torna 1981-ben)      |
| 1974                                 | Harry Britain        | Jennifer Walker             | Nem rendezték meg (első torna 1981-ben) | Nem rendezték meg (első torna 1981-ben)      |
| 1975                                 | Brad Drewett         | Sue Barker                  | Nem rendezték meg (első torna 1981-ben) | Nem rendezték meg (első torna 1981-ben)      |
| 1976                                 | Ray Kelly            | Sue Saliba                  | Nem rendezték meg (első torna 1981-ben) | Nem rendezték meg (első torna 1981-ben)      |
| 1977jan                              | Ray Kelly            | Amanda Tobin                | Nem rendezték meg (első torna 1981-ben) | Nem rendezték meg (első torna 1981-ben)      |
| 1977dec                              | Brad Drewett         | Pamela Baily                | Nem rendezték meg (első torna 1981-ben) | Nem rendezték meg (első torna 1981-ben)      |
| 1978                                 | Pat Serret           | Elizabeth Little            | Nem rendezték meg (első torna 1981-ben) | Nem rendezték meg (első torna 1981-ben)      |
| 1979                                 | Greg Whitecross      | Anne Minter                 | Nem rendezték meg (első torna 1981-ben) | Nem rendezték meg (első torna 1981-ben)      |
| 1980                                 | Craig Miller         | Anne Minter                 | Nem rendezték meg (első torna 1981-ben) | Nem rendezték meg (első torna 1981-ben)      |
| 1981                                 | Jörgen Windahl       | Anne Minter                 | David Lewis Tony Withers                | Maree Booth Sharon Hodgkin                   |
| 1982                                 | Mark Kratzmann       | Amanda Brown                | Brendan Burke Mark Hartnett             | Annette Gulley Kim Staunton                  |
| 1983                                 | Stefan Edberg ‡      | Amanda Brown                | Jamie Harty Des Tyson                   | Bernadette Randall Kim Staunton              |
| 1984                                 | Mark Kratzmann       | Annabel Croft               | Mike Baroch Mark Kratzmann              | Louise Field Larisza Szavcsenko              |
| 1985                                 | Shane Barr           | Jenny Byrne                 | Brett Custer David Macpherson           | Jenny Byrne Janine Thompson                  |
| 1986                                 | nem rendeztek tornát | nem rendeztek tornát        | nem rendeztek tornát                    | nem rendeztek tornát                         |
| 1987                                 | Jason Stoltenberg    | Michelle Jaggard            | Jason Stoltenberg Todd Woodbridge ‡     | Ann Devries Nicole Provis                    |
| 1988                                 | Johan Anderson       | Jo-Anne Faull               | Jason Stoltenberg Todd Woodbridge ‡     | Jo-Anne Faull Rachel McGuillan               |
| 1989                                 | Nicklas Kulti        | Kim Kessaris                | Johan Anderson Todd Woodbridge ‡        | Andrea Strnadová Eva Švíglerová              |
| 1990                                 | Dirk Dier            | Magdalena Maleeva           | Roger Pettersson Martin Renstrom        | Rona Mayer Limor Zaltz                       |
| 1991                                 | Thomas Enqvist†      | Nicole Pratt                | Grant Doyle Joshua Eagle                | Karina Habšudová Barbara Rittner             |
| 1992                                 | Grant Doyle          | Joanne Limmer               | Grant Doyle Brad Sceney                 | Lindsay Davenport Nicole London              |
| 1993                                 | James Baily          | Heike Rusch                 | Lars Rehmann Christian Tambue           | Joana Manta Ludmila Richterová               |
| 1994                                 | Ben Ellwood          | Trudi Musgrave              | Ben Ellwood Mark Philippoussis          | Corina Morariu Ludmila Varmužová             |
| 1995                                 | Nicolas Kiefer       | Siobhan Drake               | Luke Bourgeois Jong-min Lee             | Corina Morariu Ludmila Varmužová             |
| 1996                                 | Björn Rehnquist      | Magdalena Grzybowska        | Daniele Bracciali Jocelyn Robichaud     | Michaela Paštiková Jitka Schönfeldová        |
| 1997                                 | Daniel Elsner        | Mirjana Lučić               | David Sherwood James Trotman            | Mirjana Lučić Jasmin Wöhr                    |
| 1998                                 | Julien Jeanpierre    | Jelena Kostanić             | Jérôme Haehnel Julien Jeanpierre        | Evie Dominikovic Alicia Molik                |
| 1999                                 | Kristian Pless       | Virginie Razzano            | Jürgen Melzer Kristian Pless            | Eléni Danjilídu Virginie Razzano             |
| 2000                                 | Andy Roddick         | Kapros Anikó                | Nicolas Mahut Tommy Robredo             | Kapros Anikó Christina Wheeler               |
| 2001                                 | Janko Tipsarević     | Jelena Janković             | Ytai Abougzir Luciano Vitullo           | Petra Cetkovská Barbora Strýcová             |
| 2002                                 | Clement Morel        | Barbora Strýcová            | Ryan Henry Todd Reid                    | Gisela Dulko ‡ Angelique Widjaja             |
| 2003                                 | Márkosz Pagdatísz†   | Barbora Strýcová            | Scott Oudsema Phillip Simmonds          | Casey Dellacqua Adriana Szili                |
| 2004                                 | Gaël Monfils         | Sahar Peér                  | Brendan Evans Scott Oudsema             | Csan Jung-zsan Szun Seng-nan                 |
| 2005                                 | Donald Young         | Viktorija Azaranka ‡        | Sun-Yong Kim Yi Chu-huan                | Viktorija Azaranka † Marina Eraković         |
| 2006                                 | Alexandre Sidorenko  | Anasztaszija Pavljucsenkova | Blazej Koniusz Grzegorz Panfil          | Sharon Fichman Anasztaszija Pavljucsenkova   |
| 2007                                 | Brydan Klein         | Anasztaszija Pavljucsenkova | Graeme Dyce Harri Heliövaara            | Jevgenyija Rogyina Arina Rodionova           |
| 2008                                 | Bernard Tomic        | Arantxa Rus                 | Hsieh Cheng-peng Yang Tsung-hua         | Kszenyija Likina Anasztaszija Pavljucsenkova |
| 2009                                 | Yuki Bhambri         | Kszenyija Pervak            | Francis Alcantara Hszie Cseng-peng      | Christina McHale Ajla Tomljanović            |
| 2010                                 | Tiago Fernandes      | Karolína Plíšková           | Justin Eleveld Jannick Lupescu          | Jana Čepelová Chantal Škamlová               |
| 2011                                 | Jiří Veselý          | An-Sophie Mestach           | Filip Horanský Jiří Veselý              | An-Sophie Mestach Demi Schuurs               |
| 2012                                 | Luke Saville         | Taylor Townsend             | Liam Broady Joshua Ward-Hibbert         | Gabrielle Andrews Taylor Townsend            |
| 2013                                 | Nick Kyrgios         | Ana Konjuh                  | Jay Andrijic Bradley Mousley            | Ana Konjuh Carol Zhao                        |
| 2014                                 | Alexander Zverev     | Jelizaveta Kulicskova       | Lucas Miedler Bradley Mousley           | Anhelina Kalinyina Jelizaveta Kulicskova     |
| 2015                                 | Roman Safiullin      | Tereza Mihalíková           | Jake Delaney Marc Polmans               | Miriam Kolodziejová Markéta Vondroušová      |
| 2016                                 | Oliver Anderson      | Vera Lapko                  | Alex De Minaur Blake Ellis              | Anna Kalinszkaja Tereza Mihalíková           |
| 2017                                 | Piros Zsombor        | Marta Kosztyuk              | Hszü Jü-hszia Csao Ling-hszi            | Bianca Andreescu Carson Branstine            |
| 2018                                 | Sebastian Korda      | Liang En-shuo               | Hugo Gaston Clément Tabur               | Liang En-shuo Vang Hszin-jü                  |
| 2019                                 | Lorenzo Musetti      | Clara Tauson                | Jonáš Forejtek Dalibor Svrčina          | Kavagucsi Nacumi Nagy Adrienn                |
| 2020                                 | Harold Mayot         | Victoria Jiménez Kasintseva | Nicholas David Ionel Leandro Riedi      | Alexandra Eala Priska Madelyn Nugroho        |
| 2021-ben a juniorok tornája elmaradt |                      |                             |                                         |                                              |
| 2022                                 | Bruno Kuzuhara       | Petra Marčinko              | Bruno Kuzuhara Coleman Wong             | Clervie Ngounoue Gyiana Snajgyer             |
| 2023                                 | Alexander Blockx     | Alina Kornyejeva            | Learner Tien Cooper Williams            | Renáta Jamrichová Federica Urgesi            |
| 2024                                 | Rei Sakamoto         | Renáta Jamrichová           | Maxwell Exsted Cooper Woestendick       | Tyra Caterina Grant Iva Jovic                |

‡ = junior és felnőtt címet is nyert
† = junior címet nyert és felnőtt döntőt játszott